# Comuna Sauga
Sauga este o comună (vald) din Comitatul Pärnu, Estonia. Cuprinde 11 localități (1 nucleu urban și 10 sate). Reședința comunei este târgușorul (nucleu urban) Sauga.